# Масейра (Форнуш-де-Алгодреш)
Масейра (порт. Maceira) — район (фрегезия) в Португалии, входит в округ Гуарда. Является составной частью муниципалитета Форнуш-де-Алгодреш. Находится в составе крупной городской агломерации Большое Визеу. По старому административному делению входил в провинцию Бейра-Алта. Входит в экономико-статистический субрегион Серра-да-Эштрела, который входит в Центральный регион. Население составляет 277 человек на 2001 год. Занимает площадь 8,22 км².